# ドント・テイク・イット・パーソナル
『ドント・テイク・イット・パーソナル』（Don't Take It Personal）は、1989年に発表されたジャーメイン・ジャクソンのアルバム。
「メイク・イット・イージー・オン・ラヴ」はミキ・ハワード、「ライズ・トゥ・ジ・オケイジョン」はララとのデュエット。
2012年にボーナストラックを追加して再発売された。

## 収録曲
1. 「クライム・アウト」 - "Climb Out"
2. 「ドント・テイク・イット・パーソナル」 - "Don't Take It Personal"
3. 「メイク・イット・イージー・オン・ラヴ」 - "Make It Easy on Love"
4. 「ソー・ライト」 - "So Right"
5. 「ゲット・トゥ・ノウ・ユー」 - "I'd Like to Get to Know You"
6. 「トゥ・シップス」 - "Two Ships (In the Night)"
7. 「ライズ・トゥ・ジ・オケイジョン」 - "Rise to the Occasion"
8. 「フィール・ザ・ニード」 - "(C'mon) Feel the Need"
9. 「ネクスト・トゥ・ユー」 - "Next to You"
10. 「ドント・メイク・ミー・ウェイト」 - "Don't Make Me Wait"